# ميلينا هولمغرين
ميلينا هولمغرين (بالإنجليزية: Milena Holmgren)‏ هي عالمة بيئة أمريكية، ولدت في 1966.